# Sōka Gakkai

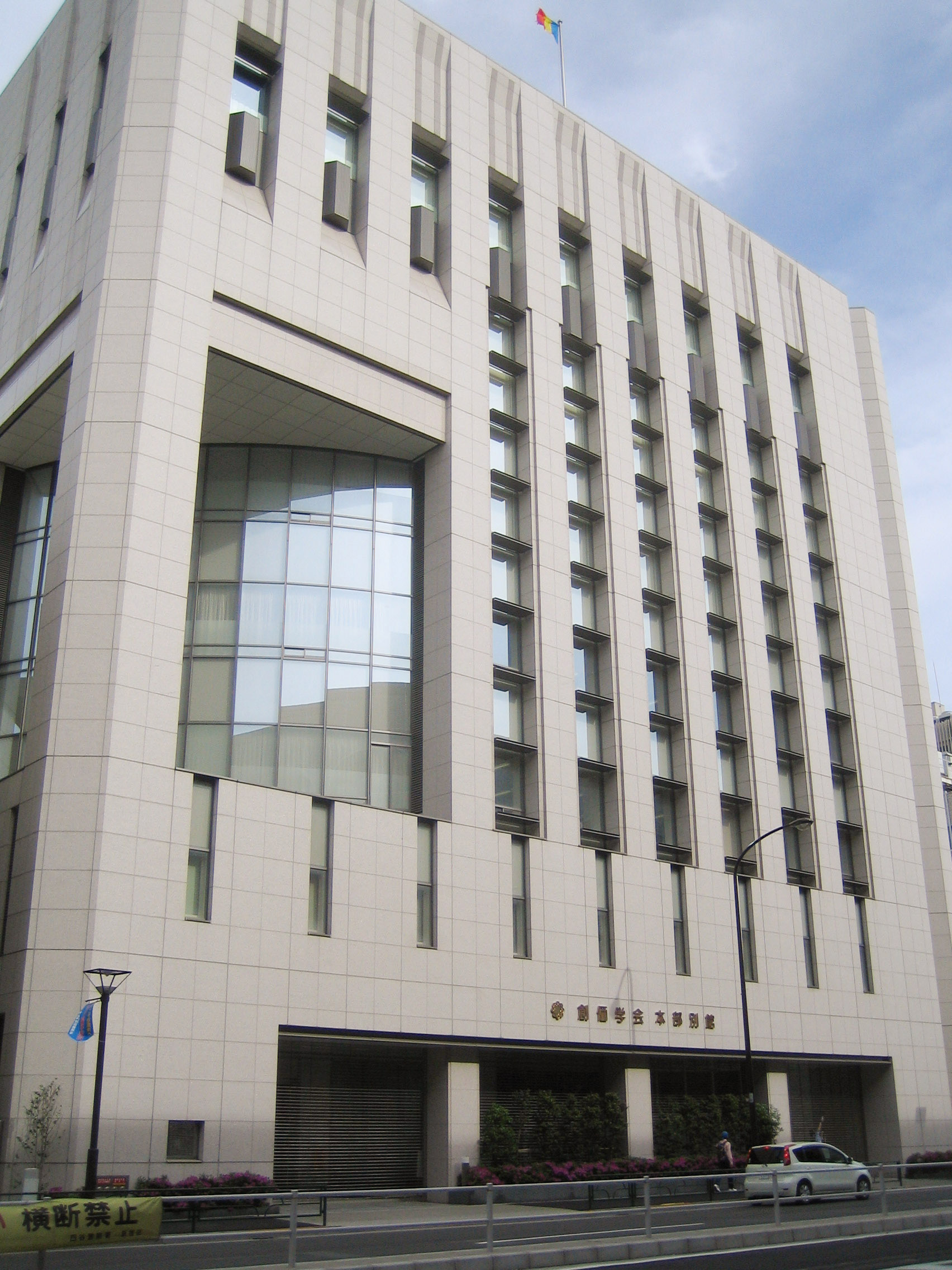
Zentrale der Sōka Gakkai in Tokio

Sōka Gakkai (jap. 創価学会, dt. „Werteschaffende Gesellschaft“) ist eine neue religiöse Bewegung, die 1937 in Japan von Makiguchi Tsunesaburō (formal) gegründet wurde und teilweise auf den Lehren des Nichiren-Buddhismus basiert. Bis zu ihrem Ausschluss im Jahr 1991 der Nichiren-Shōshū angegliedert, entwickelte sich die Sōka Gakkai als reine Laienbewegung besonders nach dem Zweiten Weltkrieg in Japan zu einer großen Religionsgemeinschaft. Derzeitiger Präsident der Organisation ist Minoru Harada.

## Gründung und Geschichte

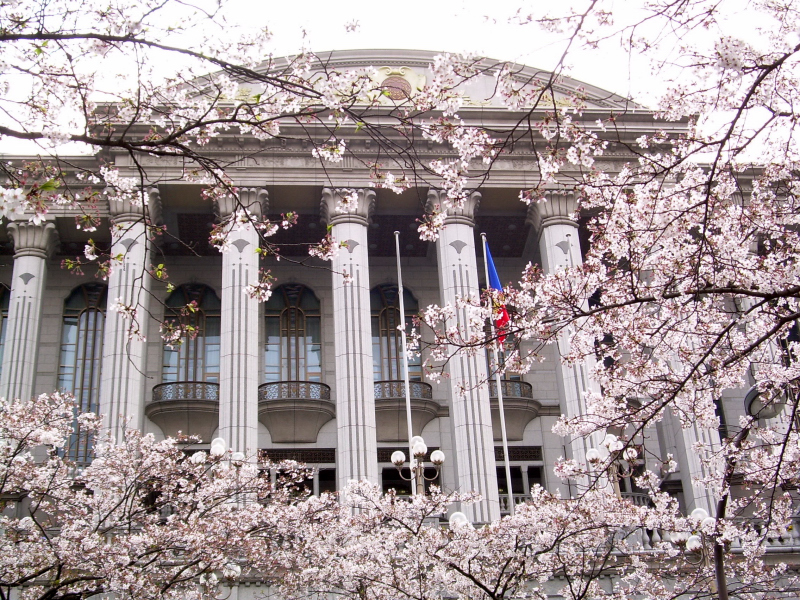
Sōka Gakkai Makiguchi Memorial Hall, Tokio

Die Sōka Gakkai wurde ursprünglich 1930 durch den Pädagogen Makiguchi Tsunesaburō unter dem Namen Sōka Kyōiku Gakkai (創価教育学会, dt. „Werteschaffende Erziehungsgesellschaft“) in Tokio gegründet, wobei die erste Generalversammlung erst im Jahr 1937 stattfand.
Weniger wegen Opposition zur japanischen Expansionspolitik, sondern vielmehr aus religiösen Gründen wurde die Organisation während des Zweiten Weltkriegs verboten. Noch im Jahr 1942 äußerte sich Makiguchi unterstützend zum Chinesisch-Japanischen Krieg, dennoch setzten er und sein Nachfolger Toda Jōsei sich gegen die Anbringung eines shintoistischen Talismans in den Tempeln der Nichiren-Shōshū zur Wehr und wurden 1943 wegen „kriegsfeindlicher Aktivitäten“ inhaftiert. Ab 1945 wurde die Sōka Gakkai unter der Leitung von Josei Toda wieder aktiv.
Die in ihrer Anfangszeit militante religiös-politische Sekte, die im Februar 1964 4,3 Millionen Anhänger für sich beanspruchte, zielt darauf, die „wahre Religion des Nichiren“ wieder zu beleben. Sie wird zu den neuen religiösen Bewegungen, den Shinshūkyō, gezählt. 1975 entstand die Sōka Gakkai International (SGI) als Dachverband der nationalen Sōka-Gakkai-Gemeinschaften, der heute nach eigenen Angaben weltweit etwa zwölf Millionen Anhänger in 190 Ländern angehören. Die große Mehrheit der Anhänger lebt in Japan, ihre Zahl beläuft sich dort nach Angaben der SGI auf ca. 8,27 Mio. Von Außenstehenden wird diese Zahl immer wieder angezweifelt, wobei das Amt für kulturelle Angelegenheiten im Jahr 2000 von ca. 5,42 Mio. Anhängern in Japan ausging. Somit dürfte die Anzahl von Anhängern nicht klar zu beziffern sein.
Mitte der 1990er Jahre wurde das Vermögen der Gruppierung auf 100 Milliarden US-Dollar geschätzt. Zwar bestritt die Gruppierung diese Summe, doch erfolgte im Gegenzug nie eine Offenlegung der Finanzen.

## Grundlagen, Ziele und Engagement

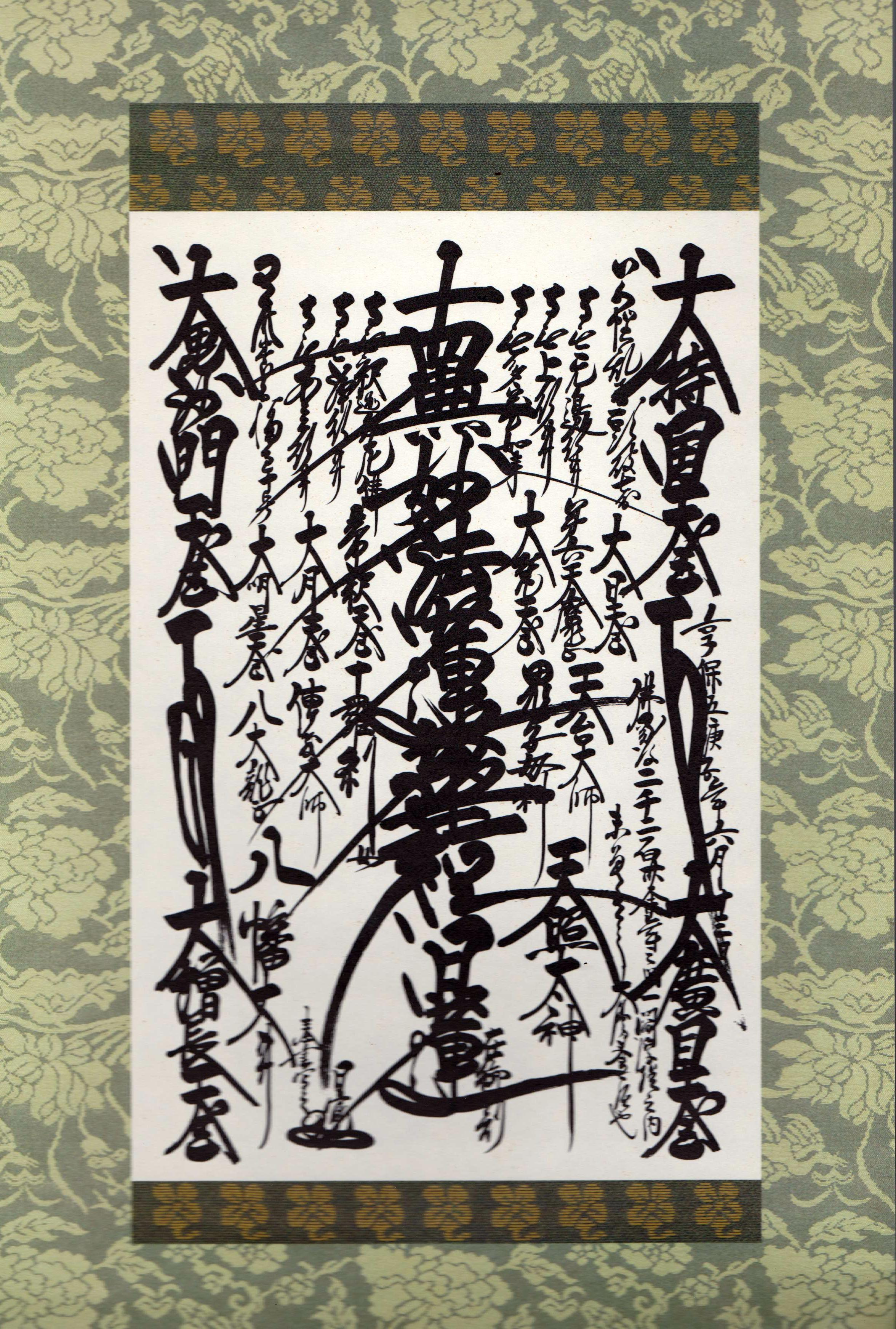
Der Nichikan-Gohonzon, wie er Anhängern der SGI verliehen wird. Es handelt sich hierbei um eine Kopie des Originals, das ursprünglich vom 26. Hohepriester der Nichiren-Shōshū bzw. des Taiseki-ji, Nichikan (1665–1726), erstellt wurde.

Die Gemeinschaft wurde ursprünglich als Laienbewegung innerhalb der Nichiren-Shōshū gegründet, von dieser aber 1991 ausgeschlossen. Sie bezieht sich auf den buddhistischen Gelehrten und Reformer Nichiren, der im 13. Jahrhundert das Lotos-Sutra als die Essenz und Inbegriff der Lehre des Religionsstifters Buddha deklarierte.
Die zentrale Praxis ist die wiederholte Rezitation (Chanten genannt) des Mantras: „Namu Myōhō Renge Kyō“ (Daimoku) vor einem Gohonzon. Durch das Chanten soll die im Menschen grundsätzlich existierende Buddha-Natur manifestiert werden.
Unter dem Einfluss des dritten Präsidenten und lebenslangen Ehrenpräsidenten von Sōka Gakkai International, Daisaku Ikeda, gewann die so genannte Meister-Schüler-Beziehung innerhalb der SGI immer größere Bedeutung. Die ersten drei Präsidenten der SGI, Makiguchi Tsunesaburō, Toda Jōsei und Daisaku Ikeda, werden als die Drei Ewigen Meister/Mentoren bezeichnet. Besonders betont wurde jedoch die Meister-Schüler-Beziehung zwischen Daisaku Ikeda und den Anhängern der Sōka Gakkai, denen nahegelegt wurde, diese Beziehung zu vertiefen und zu kultivieren. In diesem Zusammenhang wurde in den Medien der Begriff Ikedaismus geprägt, als Abgrenzung zum eigentlichen (Nichiren-)Buddhismus.
Die Sōka Gakkai engagiert sich für die Verbreitung der buddhistischen Lehre und humanistischen Philosophie Nichirens. Die erklärten Ziele sind: Frieden, Wohlstand, Gesundheit und persönliches Glück der Menschen. Darüber hinaus betont sie die individuelle Entwicklung jedes Menschen (als menschliche Revolution bezeichnet) als Voraussetzung und Basis für einen weltweiten Frieden.
Die japanische Sōka Gakkai zählt gegenwärtig, nach eigenen Angaben, etwa acht Millionen Haushalte. Sie ist damit die größte religiöse Organisation in Japan.
Charakteristisch für die Sōka Gakkai Japan ist auch ihr Engagement in der japanischen Politik, welches zur Gründung der Kōmeitō führte. Seit 1970 darf zwischen der Kōmeitō und der Sōka Gakkai keine Ämterkumulation stattfinden, dennoch sagt man der Sōka Gakkai Einfluss auf die Programm- und Personalpolitik der Partei nach.

## Sōka Gakkai International

Sōka-Universität, Daisaku-Ikeda-Auditorium, Tokio

1975 wurde als weltweite Dachorganisation die Sōka Gakkai International (SGI) mit Sitz in Tokio gegründet. Die in Landesgruppen, Regionalgruppen und in Einzelgruppen organisierte SGI ist in 190 Ländern aktiv und seit 1983 als Nichtregierungsorganisation (NGO) bei den Vereinten Nationen vertreten. Sie hat beratenden Status im UN Economic and Social Council (ECOSOC) und seit 1989 in der UNESCO. Für diese Aktivitäten betreibt die SGI zwei Büros in New York und Genf. Sie gibt an, in fünf Themenbereichen aktiv zu sein: Frieden und Abrüstung, nachhaltige Entwicklung, Umwelt und Klimaschutz, Menschenrechtserziehung, Geschlechtergleichheit und die Stärkung von Frauen.
Der ehemalige Sōka-Gakkai-Präsident und Präsident der SGI Daisaku Ikeda (1928–2023) veröffentlichte seit 1983 jährlich einen Friedensvorschlag zur internationalen Friedensförderung, der sowohl konkrete Maßnahmen als auch spirituelle Aspekte aus buddhistischer Sicht enthielt. Für seinen Einsatz erhielt er 1983 die Friedensmedaille der Vereinten Nationen. Durch seine Initiative gründete die Sōka Gakkai International (SGI) zahlreiche offene Einrichtungen in der Friedensforschung, höheren Bildung und Kulturförderung, darunter das Toda Institute for Global Peace and Policy Research, das Boston Research Institute for the 21st Century, die Sōka-Universität in Tokio und Kalifornien sowie die Min’on-Konzertvereinigung, das Tokyo Fuji Art Museum und das Institut für Orientalische Philosophie (IOP).
Die SGI Europe ist Mitglied der Europäischen Buddhistischen Union.

## Soka Gakkai in Deutschland

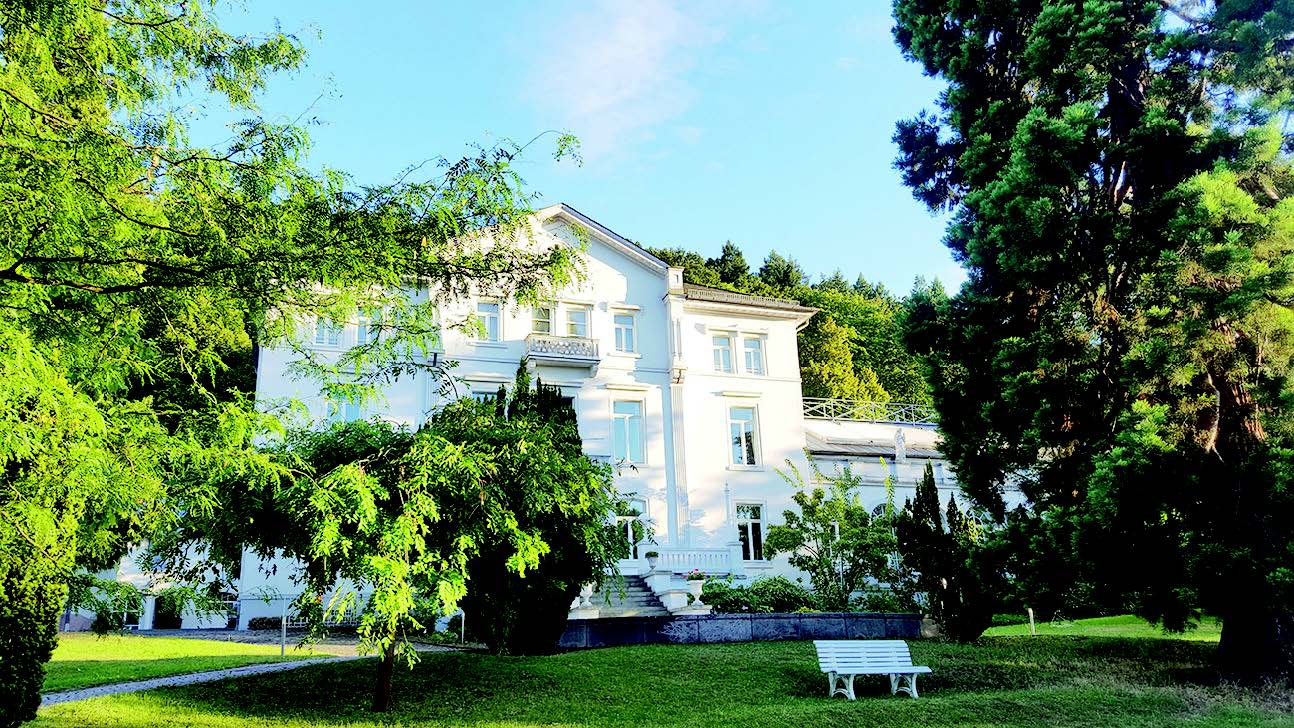
Deutschlandzentrum der Soka Gakkai in Bingen am Rhein

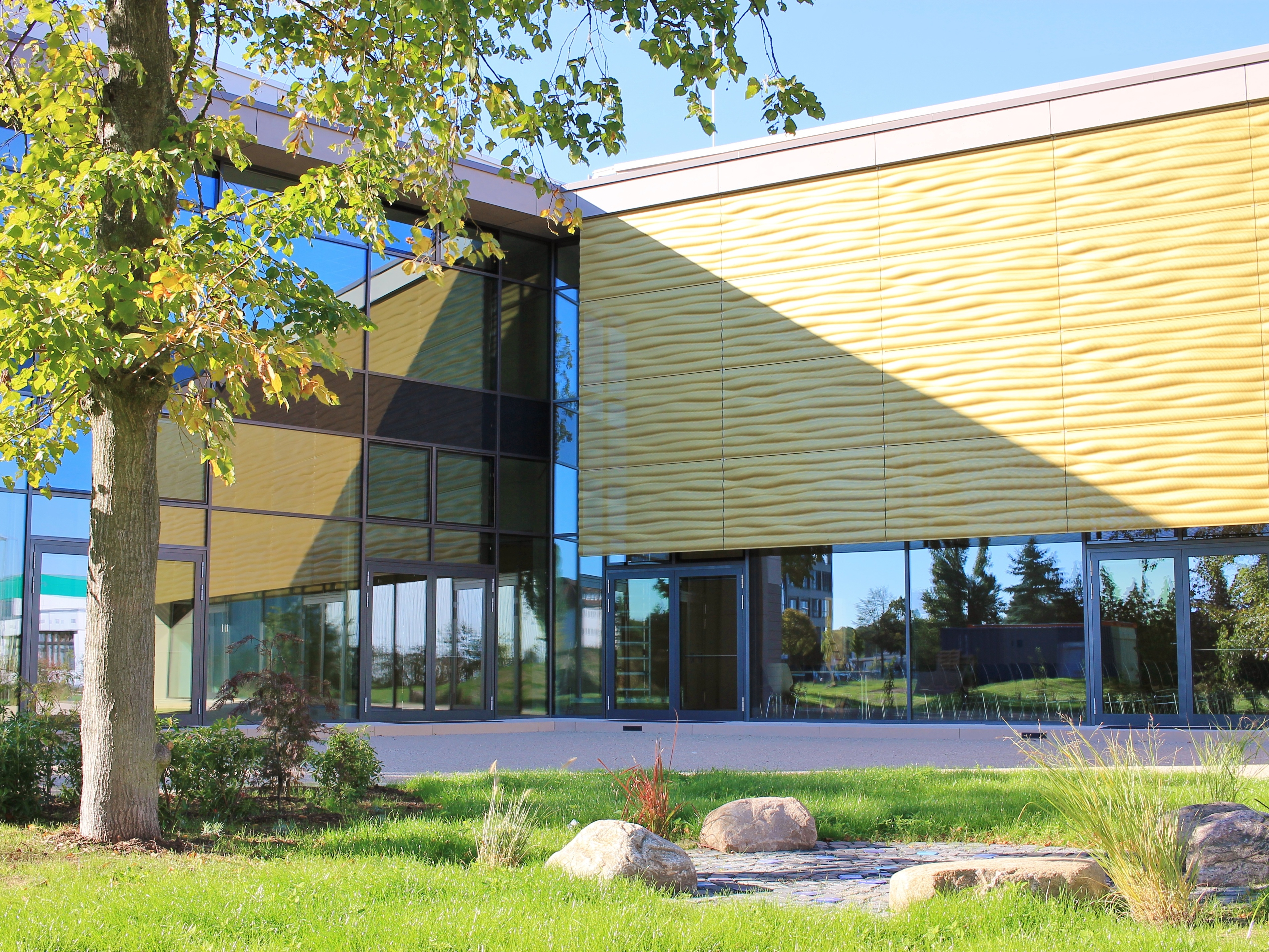
Europäisches Zentrum der Soka Gakkai in Mörfelden-Walldorf

### Struktur
1991 wurde der Soka Gakkai International Deutschland e. V. gegründet. Im Mai 2023 wurde der Soka Gakkai International Deutschland (SGI-D) K.d.ö.R. der Status Körperschaft des Öffentlichen Rechts verliehen. Im Juli 2023 wurde der Name auf „Soka Gakkai in Deutschland“ geändert. Sie hat nach eigenen Angaben derzeit etwa 8000 Anhänger. Gemäß geltendem Vereinsrecht sind Anhänger der SGI-D nicht gleichzeitig Vereinsmitglieder der SGI-D e. V. Zahlen zu Austritten werden nicht veröffentlicht. Kritiker vermuten, mangels offizieller Daten, dass die Anhängerzahl vornehmlich auf der Anzahl bisher verliehener Gohonzon basiert. Die SGI-D ist nicht Mitglied der Deutschen Buddhistischen Union (DBU), allerdings ist sie Mitglied in der Arbeitsgemeinschaft der Kirchen und Religionsgesellschaften.

### Geschichte
Ab 1970 fungierte ein Büro in Düsseldorf als Zentrale der, später als Verein agierenden, „DNS – Deutsche Nichiren Shoshu (e. V.)“, bis 1978 der Sitz der Verwaltung zunächst nach Frankfurt am Main und ab 1987 nach Mörfelden-Walldorf wechselte. Nach dem Ausschluss der Sōka Gakkai durch die Nichiren Shoshu im Jahre 1991, wurde die „DNS – Deutsche Nichiren Shoshu e. V.“ in „Soka Gakkai International Deutschland (SGI-D) e. V.“ umbenannt. Seit 1994 dient das Kulturzentrum „Villa Sachsen“ in Bingen am Rhein als zweiter wichtiger Standort. In Zusammenarbeit mit der Stadt Bingen veranstaltet die SGI-D regelmäßig Konzerte in der Villa Sachsen. Im Jahr 2015 wurde das Frankfurt Ikeda Peace Culture Centre als europäisches Zentrum in Mörfelden-Walldorf eröffnet. Weitere regionale Zentren gibt es in Hamburg, Bremen und Berlin.

## Ausschluss durch die Nichiren-Shōshū
Immer wieder tauchten Konflikte zwischen der Sōka Gakkai und Nichiren-Shōshū auf. Beide Seiten führten hierfür Unterschiede in der Interpretation der Lehre Nichirens als auch machtpolitische Gründe an.
Erste Konflikte traten bereits im Jahr 1952 anlässlich des 700. Jahrestages der erstmaligen Proklamation des Mantras Namu-myoho-renge-Kyo durch Nichiren auf. Unter Führung Josei Todas und Daisaku Ikedas zwang ein aufgebrachter Mob gewalttätiger Anhänger der Sōka Gakkai einen Nichiren-Shōshū Priester, Jimon Ogasawara, sich für seine vermeintliche Kooperation mit dem japanischen Militärregime am Grab Tsunesaburo Makiguchis auf dem Gelände des Taiseki-ji zu „entschuldigen“.
Im Jahr 1974 führten Auseinandersetzungen zum Ausschluss der Myōshinkō (heutiger Name: Kenshōkai) und im Jahre 1980 zur Gründung der Shōshinkai (正信会, „Gesellschaft des rechten Glaubens“) einer Gruppierung von Laiengläubigen sowie ca. 200 Priestern der Nichiren-Shōshū. Beide Gruppierungen kritisierten nebst Richtungs- und Nachfolgestreitigkeiten innerhalb der Nichiren-Shōshū auch den zu großen Einfluss der Sōka Gakkai.
Während der späten 1970er Jahre versuchte Daisaku Ikeda die Beziehung zwischen Laien und Priestern neu zu definieren, was die Priesterschaft der Nichiren-Shōshū auf den Plan rief. Aufgrund dieser Ambitionen musste Daisaku Ikeda am 24. April 1977 als Präsident der Sōka Gakkai zurücktreten, wobei er weiterhin als Ehrenpräsident der Sōka Gakkai fungierte und weiterhin die Präsidentschaft der Sōka Gakkai International innehielt.
Zum endgültigen Bruch kam es dann am 28. November 1991, als die Nichiren-Shōshū der Sōka Gakkai/Sōka Gakkai International ihren Status als Laienorganisation der Nichiren-Shōshū entzog. Bis zum 20. September 1997 jedoch betrachtete sie die einzelnen Anhänger der Sōka Gakkai/Sōka Gakkai International als Gläubige der Nichiren-Shōshū (Hier sei angemerkt, dass nur Gläubige das Innere des Taiseki-ji Tempels betreten dürfen).
Die Mehrzahl der Anhänger entschied sich jedoch für einen Verbleib bei der Sōka Gakkai/Sōka Gakkai International. Zuverlässige Angaben dazu, wie viele Laiengläubige sich keiner der beiden Gruppen zugehörig fühlten bzw. zu anderen Nichiren-Schulen wechselten, gibt es von keiner der beiden Seiten. Im Zuge der Auseinandersetzungen verzeichnete jedoch die Hokkekō Rengō Kai als Laienorganisation der Nichiren-Shōshū besonders in den 1900er Jahren einen Zuwachs an Anhängern. Der Konflikt zwischen diesen beiden Gruppen währte lange und ist bis heute nicht völlig beigelegt, da auch Gerichte Streitpunkte juristischer Natur zu klären haben. Obgleich in puncto Auslegung der Lehre Nichirens, gerade in Hinsicht auf Nichiren als Buddha, für den Außenstehenden nur wenig Uneinigkeit zu herrschen scheint, lehnt die Sōka Gakkai/Sōka Gakkai International die in der Nichiren-Shōshū praktizierte Form des Priestertums unter der Führung eines Hohen Priesters strikt ab.

## Kontroversen
Die Sōka Gakkai sowie deren politische Abspaltung Kōmeitō rufen, vor allem in Japan, anhaltend öffentliche Kontroversen hervor. Hintergrund der anhaltenden Diskussionen um die Sōka Gakkai und deren Verbindung mit Kōmeitō sind Grundsatzfragen um Artikel 20 der japanischen Verfassung, der eine Verbindung von Religion und Staat untersagt. Die organisatorische Verbindung zwischen Soka Gakkai und Kōmeitō endete 1994 mit der Auflösung der Kōmeitō. Die später gegründete „Neue Kōmeitō“ (zwischenzeitlich wieder umbenannt in Kōmeitō) ist angeblich von Sōka Gakkai unabhängig. Bemängelt wird, dass die führenden Politiker der Kōmeitō zugleich Anhänger der Sōka Gakkai sind und auch die Anhängerschaft vor allem unter den Anhängern der Sōka Gakkai rekrutiert wird. Japanische Medienbeobachter attestieren, dass das Wahlverhalten der Gakkai-Anhänger in Japan sich stark an den kōmeitōfreundlichen Äußerungen Daisaku Ikedas orientiert und weniger an den Inhalten des Parteiprogramms. Begründet wird dies mit einem starken Wir-Gefühl, das beide Organisationen verbindet. Ein schlechtes Abschneiden in vergangenen Wahlperioden wird somit Wechselwählern zugeschrieben, die den Auslandseinsatz japanischer Truppen ebenso ablehnten, wie das Stillhalten der Kōmeitō bei Besuchen des Premiers am Yasukuni-Schrein. Die Stammwählerschaft wird von Politikwissenschaftlern weiterhin bei den Anhängern der Soka Gakkai angesiedelt. Ihren vornehmlich pazifistischen Kurs hat die Partei in den letzten Jahren zudem zunehmend verlassen.
Ein weiterer Grund für Kontroversen war, zumindest in der Vergangenheit, die teilweise aggressiv anmutende Form der Bekehrung bzw. Anwerbung neuer Anhänger, die als Shakubuku (dt.: „brechen und unterwerfen“) bezeichnet wird. Obwohl man sich von einer aggressiv anmutenden Form der Rekrutierung neuer Anhänger distanziert hat, wird der Terminus weiterhin benutzt. Es kommt auch heute immer wieder zu Vorwürfen, dass seitens der SGI-Anhänger die Bekehrung und Anwerbung mitunter forciert betrieben wird.
Die Interpretation der Mentor (Meister)/Schüler-Beziehung wird von ehemaligen Anhängern und Kritikern der SGI als Indiz eines Personenkultes um Ikeda angesehen, der von seinen Anhängern auch als Sensei bezeichnet wird. Einhergehend damit wird auch die hierarchische Struktur und zentralisierte Leitungsautorität der SGI kritisiert.
Im Endbericht der deutschen Enquete-Kommission Sogenannte Sekten und Psychogruppen von 1998 hieß es zur SGI, dass sie „durch ihre Einbindung in eine internationale, anderenorts bedeutsame und konfliktbehaftete Organisation latent problematisch“ bleibe.